# Eugene J. Martin
Eugene James Martin (24. juli 1938 i Washington DC – 1. januar 2005 i Lafayette i Louisiana) var en amerikansk kunstmaler af afroamerikansk afstamning, der blev kendt for sin abstrakte kunst og collager.